# 白潔曦
白潔曦（英語：Jessica Chen Weiss），是美國國際關係專家，專注於中美關係的研究。她目前擔任康乃爾大學政府系的麥可·J·扎克教授，並且是亞洲協會政策研究所中國分析中心的高級研究員，專注於研究中國政治、外交政策與國家安全。

## 早年生活和教育
白潔曦在美國華盛頓州的西雅圖出生並成長。她於2003年獲得了史丹佛大學的文學學士學位，並在2008年取得了加州大學聖地牙哥分校的博士學位。

## 職業生涯
2014年，她的著作《強大的愛國者：中國外交關係中的民族主義抗議》由牛津大學出版社出版。期間從2021年8月至2022年7月，她擔任美國國務院政策規劃辦公室的高級顧問。目前，她是康乃爾大學政府系中國與亞太研究邁克爾·J·扎克教授。在她的觀點中，她主張美國政府在與中國的關係中避免採取「過度對抗」的策略 。
張彥在《紐約客》的一篇文章中提到了她，指出她在2022年8月在《外交》上發表的文章支持這種做法，並認為她「躋身越來越多的中國專家行列，他們擔心美國外交政策因不健康的關注而受到影響」。此外，她也是亞洲協會美中關係中心召集的美中政策工作小組的成員。

## 出版物
- Powerful Patriots: Nationalist Protest in China’s Foreign Relations (Oxford University Press, 2004)
- Taiwan and the True Sources of Deterrence, Foreign Affairs, November 30, 2023 (co-authored with Bonnie S. Glaser and Thomas J. Christensen)[14]

- Authoritarian Signaling, Mass Audiences, and Nationalist Protest in China （页面存档备份，存于）. 2013, International Organization.
- Powerful Patriots: Nationalist Protest in China’s Foreign Relations. 2014, Oxford University Press ISBN 9780199387557

## 延伸閱讀
- . The New York Times. 2023-01-27  [2023-02-13]. ISSN 0362-4331. （原始内容存档于2023-11-07） （美国英语）.

## 外部連結
- 白潔曦的X（前Twitter）